# Frustration (film)
Pour plus de détails, voir Fiche technique et Distribution.
Frustration (ou Les Dérèglements d'une jeune provinciale) est un film français réalisé par José Bénazéraf, sorti en 1971.

## Synopsis
Ce film est consacré aux fantasmes érotiques d'une jeune femme qui se morfond dans un manoir provincial aux côtés de sa sœur et de son beau-frère. Un penchant homosexuel l'a toujours attirée vers sa sœur, et, inévitablement, elle en vient à désirer son beau-frère. Ses rêveries la mènent des attributs érotiques les plus stéréotypés (imagerie de la prostituée) aux fantasmes sadiques, exhibitionnistes, homosexuels... La réalisation détournée du désir refoulé la mène de la perversion à la mort.

## Fiche technique
- Titre : Frustration
- Titre anglais : The Trip to Perversion
- Réalisation et scénario : José Benazeraf
- Adaptation : Michel Lemoine
- Dialogues : Michel Lemoine et José Benazeraf
- Images : Georges Strouvé
- Musique : Camille Sauvage, et Milord par Édith Piaf.
- Distributeur : Planfilm Distribution
- Durée : 90 minutes
- Date de sortie : 27 octobre 1971

## Distribution
- Michel Lemoine : Michel
- Janine Reynaud : Adélaïde
- Elisabeth Tessier : Agnès
- Janet Dunphy : la putain aux bottes rouges  (non créditée)
- Pamela Stanford : une invitée (non créditée)